# Campionati europei di ciclismo su strada 2015 - Gara in linea femminile Junior
La gara in linea femminile Junior dei Campionati europei di ciclismo su strada 2015, undicesima edizione della prova, si disputò l'8 agosto 2015 su un circuito di 12,4 km da ripetere per 6 volte, per un totale di 74,4 km, con partenza e arrivo a Tartu, in Estonia. La medaglia d'oro fu appannaggio dell'italiana Nadia Quagliotto, la quale completò il percorso con il tempo di 1h54'26", alla media di 39,01 km/h; l'argento andò alla connazionale Rachele Barbieri e il bronzo alla russa Karina Kasenova.
Sul traguardo di Tartu 73 cicliste, su 87 partenti, portarono a termine la competizione.

## Ordine d'arrivo (Top 10)
| Pos. | Corridore        | Squadra   | Tempo    |
| ---- | ---------------- | --------- | -------- |
| 1    | Nadia Quagliotto | Italia    | 1h54'26" |
| 2    | Rachele Barbieri | Italia    | s.t.     |
| 3    | Karina Kasenova  | Russia    | s.t.     |
| 4    | Juliette Labous  | Francia   | s.t.     |
| 5    | Martina Alzini   | Italia    | s.t.     |
| 6    | Nikola Nosková   | Rep. Ceca | s.t.     |
| 7    | Lenny Druyts     | Belgio    | s.t.     |
| 8    | Marta Lach       | Polonia   | s.t.     |
| 9    | Susanne Andersen | Norvegia  | s.t.     |
| 10   | Fenna Vanhoutte  | Belgio    | s.t.     |